# Trace Cyrus
Trace Dempsey Cyrus,, ameriški pevec, tekstopisec in kitarist, *24. februar 1989, Ashland, Kentucky, Združene države Amerike. Je član glasbene skupine Metro Station, za katero piše pesmi, v njej pa tudi poje in igra kitaro. Je tudi lastnik podjetja z oblačili, imenovanega From Backseats to Bedrooms. Trace Cyrus je posvojeni sin ameriškega country pevca Billyja Rayja Cyrusa in starejši brat Miley Cyrus, Noah Cyrus in Braisona Cyrusa ter mlajši brat Brandi Cyrus.

## Zgodnje življenje in družina
Trace Dempsey Cyrus se je rodil 24. februarja 1989 v Ashlandu, Kentucky, Združene države Amerike, kot sin Leticie "Tish" Finley in Baxterja Neala Helsona. Ima tudi starejšo sestro Brandi Glenn Cyrus, ki se je rodila v letu 1987. Njuna starša sta se ločila, ko sta bila Trace in Brandi še otroka in njuna mama se je kasneje, 28. decembra 1993, ponovno poročila s country pevcem Billyjem Rayjem Cyrusom. Billy Ray Cyrus je Brandi in Traceja posvojil še pred poroko. Trace Cyrus je odraščal skupaj s svojo sestro, sinom Billyja Rayja Cyrusa iz prejšnjega zakona s Cindy Cyrus, Christopherjem Codyjem Cyrusom (roj. 1992), polbratom Braisonom Chanceom Cyrusom (roj. 1994) ter polsestrama Destiny Hope "Miley" Cyrus (roj. 1992) in Noah Lindsey Cyrus (roj. 2000). Že kot otrok je več poletij preživel na poletnih turnejah Billyja Rayja Cyrusa. Njegova sestra Miley je zaslovela z igranjem v Disneyjevi televizijski seriji, imenovani Hannah Montana, kasneje pa je pričela tudi z uspešno glasbeno kariero, njegova sestra Noah pa je skupaj z Frankiejem Jonasom igrala glavno vlogo v animiranem filmu Ponyo.

## Kariera
Trace Cyrus je s svojo glasbeno kariero pričel kot pevec in kitarist glasbene skupine Metro Station. Band je ustanovil skupaj z Masonom Mussom zgodaj leta 2006. Pri projektu sta jima pomagali tudi njuni mami, ki sta ju vzpudbujali k ideji, odkar je Masonov mlajši brat Mitchell Musso postal član igralske ekipe televizijske serije Hannah Montana, v kateri je imela glavno vlogo Traceova mlajša sestra, Miley. Columbia Records je z bandom podpisala pogodbo za sodelovanje po tem, ko je videla njihovo spletno stran na MySpaceu. Skupaj z Masonom Mussom se je pojavil v MTV-jevi Total Request Live in sicer v epizodi, ki se je predvajala 9. junija 2008. Skupaj z glasbeno skupino The Maine sta se leta 2008 pojavila tudi na turneji Soundtrack of Your Summer Tour, ki je nastala v sodelovanju z med drugim tudi bandi, kot so Boys Like Girls in Good Charlotte. V septembru 2008 se je Trace Cyrus pojavil v videospotu za pesem Billyja Rayja Cyrusa, imenovano "Somebody Said a Prayer". Je tudi so-avtor pesmi "Country Music Has the Blues", ki je leta 2006 izšla na glasbenem albumu Billyja Rayja Cyrusa, imenovanem Wanna Be Your Joe. Pesem sta zapela tudi Loretta Lynn in George Jones. Pesem Tracea Cyrusa, "Shake It", je bila predvajana tudi v filmu Hišna zajčica (2008). Band je napisal tudi nekaj soundtrackov za film Almost Alice, ki bo izšel leta 2010.
Skupina Metro Station je svoj prvi glasbeni album, imenovan Metro Station, izdala 18. septembra 2007. Album je bil izdan v sodelovanju z založbo Columbia Records in sicer v digitalnem in CD formatu.

## Zasebno življenje
Trace Cyrus je v intervjuju z MTV-jem govoril o svojem sodelovanju z Miley Cyrus, svojo mlajšo sestro. Dejal je: "V bistvu bom zapel enega od singlov z njenega naslednjega albuma. Zdajle o tem ne vem povedati kaj več, vendar zagotovo bova z Miley sodelovala." Trace Cyrus ima mnogo tatujev po rokah in prsih, vključno z besedami "ostani zlat" ("stay gold"). Trace Cyrus je, preden je opustil šolanje, delal v nakupovalnem centru v Burbanku, Kalifornija. Šolal se je na srednji šoli La Cañada High School. Trace Cyrus je približno eno leto hodil s pevko in igralko Demi Lovato. Razmerje sta začela v juniju 2008 in ga končala leto pozneje, natančneje 22. julija 2009 zaradi razporedov turnej.

## Diskografija

### Albumi
- 2007 Metro Station

### EP-ji
- 2006 The Questions We Ask at Night
- 2009 Kelsey EP

### Singli
- 2007 "Kelsey"
- 2007 "Control"
- 2008 "Shake It"
- 2008 "Seventeen Forever"

### Soundtracki
- 2008 Hišna zajčica
- 2010 Almost Alice

### Videospoti
| Leto | Pesem                                    | Režiser(ji) |
| ---- | ---------------------------------------- | ----------- |
| 2007 | "Kelsey"                                 | Jesse Cain  |
| 2007 | "Control"                                |             |
| 2008 | "Shake It"                               | Josh Forbes |
| 2008 | "Seventeen Forever"                      | Josh Forbes |
| 2009 | "Kelsey" (verzija Združenega kraljestva) |             |
| 2009 | "Last Christmas"                         |             |